# Parklife
Parklife er det tredje studiealbum fra det britiske band Blur. Albummet blev udgivet den 25. april 1994 på Food Records. Efter skuffende salgstal for forgængeren Modern Life Is Rubbish (1993) sendte Parklife med bl.a. de fire hitsingler "Girls & Boys", "End of a Century", "Parklife" og "To the End" Blur tilbage som et af de mest betydningsfulde britiske bands i midt-90'erne. Albummet opnåede firdobbelt platin i Storbritannien, og albummet kom sammen med de fremtidige rivaler Oasis' album Definitely Maybe til at definere begrebet Britpop . Parklife har solgt mere end 5 millioner eksemplarer globalt.

## Indspilning og musikalsk stil
Efter indspilningerne til Modern Life is Rubbish gik Albarn i gang med at skrive en række nye sange, der blev indspillet i demoversioner af bandet. Det skuffende salgstal for Modern Life is Rubbish og en mislykket turne i USA havde givet bandet i finansielle problemer, og de gik derfor hurtigt i studiet med musikproduceren Stephen Street for at indspille bandets tredje album. Indspilningerne fandt sted i Studiet Maison Rouge i London-bydelen Fulham og i RAK Studios i St. John's Wood, London og blev gennemført relativt hurtigt.. Efter indspilningerne var afsluttet, var bandet tilfredse med resultatet, men ejeren af Food Records, David Balfe, anså projektet som "en fejl" og solgte kort efter sine aktier i Food til EMI.
Albummets sange spænder vidt i musikalsk stil; fra den synthpop-inspirerede hitsingle "Girls & Boys", den instrumentale vals ved introduktionen til "The Debt Collector", den punkrock-inspirerede "Bank Holiday", den flagrende Syd Barrett-agtige "Far Out", og den new wave-inspirerede "Trouble in the Message Centre".

## Titel og cover
Albummet skulle oprindeligt have haft titlen London og have et cover med et billede af en vogn med frugt og grøntsager. Albarn udtalte i et senere interview, at det var det sidste forslag, som Foods ejer, David Balfe, kom med til bandet. Albummet endte med et cover med et billede af greyhound-hunde i et væddeløb med reference til Englands tradition for hundevæddeløb. De fleste af billederne på CD-coverets indhold var taget af bandet på hundevæddeløbsbanen Walthamstow Stadium, selvom fotoet på selve coveret var optaget et andet sted. Coveret til Parklife var blandt de 10 albumcovers, som Royal Mail udvalgte til en serie "Classic Album Cover" der blev trykt på britiske frimærker i januar 2010.

## Udgivelse og modtagelse

### Modtagelse
Parklife blev udgivet den 25. april 1999 og gik direkte ind som nr. 1 på UK Albums Chart. Den forblev på hitlisten i 90 uger. I USA opnåede albummet en sjetteplads på Billboards albumhitliste 'Top Heatseekers'. Albummet blev en betydelig succes i Storbritannien, men solgte mere beskedent på det amerikanske marked.
Det amerikanske magasin Rolling Stone skrev i sin anmeldelse, at det var et af årets bedste album", hvorimod Robert Christgau fra The Village Voice skrev, at "Girls & Boys" var den eneste gode sang på albummet.
Parklife står i dag som et af de bedste album fra 1990'erne. I en retrospektive anmeldelse er på musiksitet AllMusic anført, at "Ved at binde fortid og nutid sammen, formulerede Blur midt-90'ernes tidsånd og skabte en plade, der definerede en epoke".

### Optagelse på lister
Parklife er optaget på flere lister over bedste og mest betydningsfulde album og anses på flere lister som ikke alene et af de bedste album fra 1994 og fra 1990’erne, men også gennem tiderne. Albummet blev nomineret til 1994 Mercury Prize, hvilken pris dog blev tildelt M People's Elegant Slumming. Blur modtog fire priser ved 1995 Brit Awards, herunder “Best British Album” for Parklife. Albummet er optaget på listen 1001 Albums You Must Hear Before You Die.
Parklife er blevet hyldet som en "Britpop classic", og har ydet indflydelse på flere andre britiske guitarrockbands, bl.a. Supergrass, Gene, Echobelly og Menswear. Webmagasinet Pitchfork har optaget albummet som nr. to på listen "The 50 Best Britpop Albums" og placerede i 2003 albummet som nr. 54 på listen Top 100 Albums of the 1990s. British Hit Singles & Albums og NME afholdt i 2006 en afstemning, hvor 40.000 personer stemte om, hvilket album var “verdens bedste gennem tiderne” og her kom Parklife ind som nr. 34 på listen. Spin optog i 2014 albummet som nr. 171 på listen "The 300 Best Albums of the Past 30 Years (1985–2014)".

## Sange
Alle kompositioner af Blur og alle tekster af Albarn, bortset fra "Far Out" skrevet af James.
1. "Girls & Boys" – 4:50
2. "Tracy Jacks" – 4:20
3. "End of a Century" – 2:46
4. "Parklife" (featuring Phil Daniels) – 3:05
5. "Bank Holiday" – 1:42
6. "Badhead" – 3:25
7. "The Debt Collector" – 2:10
8. "Far Out" – 1:41
9. "To the End" – 4:05
10. "London Loves" – 4:15
11. "Trouble in the Message Centre" – 4:09
12. "Clover Over Dover" – 3:22
13. "Magic America" – 3:38
14. "Jubilee" – 2:47
15. "This Is a Low" – 5:07
16. "Lot 105" – 1:17
17. "Girls & Boys (Pet Shop Boys 12" Remix)" – 7:16 (Japan bonus track)

## Medvirkende
Blur
- Damon Albarn – sang og kor, keyboards, Hammondorgel, Moog synthesizer, melodica, programmering
- Graham Coxon – guitar, kor, clarinet, saxofonne, percussion
- Alex James – el-bas, sang på "Far Out"
- Dave Rowntree – trommer, percussion, programmering

| Supplerende medvirkende - Stephen Street – lydeffekter, programmering - Lætitia Sadier – sang på "To the End" - Phil Daniels – tale på sangen "Parklife" - Stephen Hague – harmonika Strygerkvartet - Chris Tombling - Audrey Riley - Leo Payne MBE - Chris Pitsillides | Strygere - Louisa Fuller – violin - Rick Koster – violin - Mark Pharoah – violin - John Metcalfe – arrangement, viola - Ivan McCready – cello Blæsere - Richard Edwards – trombone - Roddy Lorimer – flygelhorn, trombone - Tim Sanders – tenor og sopran sax - Simon Clarke – baryton sax, alt sax, fløjte |

## Hitlister og certificering
| Hitliste (1994)          | Bedste placering |
| ------------------------ | ---------------- |
| Australian Albums Chart  | 45               |
| Canadian Albums Chart    | 41               |
| European Albums Chart    | 8                |
| Finlands albumhitliste   | 32               |
| Islands albumhitliste    | 4                |
| Irish Albums Chart       | 3                |
| Japans albumhitliste     | 36               |
| New Zealand Albums Chart | 27               |
| Norges albumhitliste     | 37               |
| Sveriges albumhitliste   | 8                |
| UK Albums Chart          | 1                |

| Land | Certificering | Salg      |
| --- | ------------- | --------- |
| Canada (CRIA) | Guld          | 50,000    |
| Sverige (SRIA) | Guld          | 50,000    |
| Storbritannien (BPI) | 4× Platin     | 1,200,000 |
| Opsummering |               |           |
| Europa (IFPI) | Platin        | 1,000,000 |
| *Salgstal baseret på certificering alene. ^Forsendelsestal baseret på certificering alene. xUspecificerede tal baseret på certificering alene. |               |           |